# MGP missionen (film)
MGP missionen er en børne- og ungdomsfilm fra 2013, med Martin Miehe-Renard som instruktør.
Bogen er en filmatiseret af børnebogen MGP missionen af Gitte Løkkegaard, omend der er ændret en del i historien. Den havde premiere den 21. marts 2013.

## Medvirkende
- Sylvester Byder - Karl
- Malika Sia Graff - Sawsan
- Line Kruse - Eva, Mor
- Ali Kazim - Kumail
- Natalí Vallespir Sand - Jamilah
- Lars Knutzon - Magnus, Morfar
- Joakim Ingversen - Søren, Klasselærer
- Birgit Conradi - Johanne
- Mian Hussein - Mohammed
- Nima Nabipour - Tarek
- Laura Christensen - Lærke
- Hans Holtegaard - Kurt
- Laura Drasbæk - DR pige
- Camilla Skandarioon - Anisa
- Meliha Saglanmak - Farmor
- Lasse Kramhøft - Coach
- Karin Jagd - DR dame
- Peder Dalgaard - Flyttemand
- Adam Murkbaoui - Walid
- Thøger Heinesen Kirk - Emil
- Lado Hadzic - Onkel Grønthandler
- Szhirley - MGP vært
- Jacob Riising - MGP vært
- Line Skytte - Togkontrollør 1
- Kim Leprevost - Togkontrollør 2
- Victor Marcussen - DR mand
- Meinhard St. John - Politimand
- Lars Topp Thomsen - Falckmand
- Katrine Tersgov - Sminkedame
- Thorkil Lodahl - MGP producer
- Hans Bülow Ungfelt - Securitymand
- Kim Loan Thach - Natamon
- Aviaaja Jensen - Skolepige
- Lars Thiesgaard -Trailer speak

## Modtagelse
Filmen opnåede et salg i Danmark på 101.843 billetter, hvilket gjorde den til langt den mest solgte danske film i Danmark blandt filmene uden produktionsstøtte fra DFI.
Tallet var dog langt fra 175.000, som man skulle have ambitioner om at nå hvis man ville have filmstøtte via DFI's markedsordning, så DFI havde delvis ret i deres støtteafvisning.
MGP-Missionen blev som den første danske film udtaget til filmfestivalen i Berlin 2014. Filmen var med i Generation Kplus, der er festivalens program for børnefilm.

## Kritik
I 2012 kom Det Danske Filminstitut (DFI) under kritik for at have afslag den 6. oktober 2011 om støtte til ASA Films filmatisering med en begrundelse hvor det blandt andet hed:
| „ | Dertil kommer, at film med et cast med anden etnisk baggrund ikke har vist sig at være specielt salgbare i provinsen. For os i København er det meget naturligt og selvfølgeligt at beskrive et multietnisk/kulturelt miljø, men i provinsen er det desværre en anden sag. | “ |

Claus Ladegaard fra filminstituttet beklagede sætningen, kaldte det "en meget, meget uheldig formulering" og forsvarede sig med at den ikke var grunden til at filmen fik afslag.